# Тимошкино (Великолукский район)
Тимошкино — деревня в Великолукском районе Псковской области России. Входит в состав сельского поселения «Пореченская волость».
Расположена к востоку от Пореченского озера, в 32 км к югу от райцентра Великие Луки и в 5 км к северо-востоку от волостного центра Поречье.

## Население
Численность населения деревни по состоянию на 2000 год составляла 4 жителей, на 2010 год — 4 жителей.